# Hasbergen
Hasbergen település Németországban, azon belül Alsó-Szászország tartományban. Lakosainak száma 11 018 fő (2023. december 31.). Hasbergen Hagen am Teutoburger Wald, Georgsmarienhütte, Lotte, Tecklenburg és Osnabrück községekkel határos.

## Népesség
A település népességének változása:
| Lakosok száma | 10 936 | 10 944 | 10 936 | 11 024 | 11 119 | 11 018 |
|               | 2016   | 2017   | 2019   | 2021   | 2022   | 2023   |